# Aplahoué (arrondissement)
L'arrondissement d'Aplahoué  est un arrondissement du département de Couffo au Bénin. C'est une division administrative sous la juridiction de la commune d'Aplahoué.

## Administration
L'arrondissement d'Aplahoué  fait partie des sept arrondissements que compte la commune d'Aplahoué dont: Atomey, Azovè, Godohou, Kissamey, Dekpo et Lonkly. Cet arrondissement compte 16 villages qui sont :Hounsahoue, kaitémey, kpodji, Lokogba, Tchiglihoue, Zohoudji, Aflantan,  Avegodo, Aplahoué, Azondogahoué, Bossouhoué, Dannouhoué, Dhossouhoué, Djikpamè, Gbezé, Hevi-sènouhoué ,. 

## Population
Selon le recensement général de la population et de l'habitation (RGPH4) de l'institut national de la statistique et de l'analyse économique (INSAE) au Bénin en 2013, la population  de l'arrondissement d'Aplahoué s'élève à 26 340 habitants.
| Indicateur           | 2013   |
| -------------------- | ------ |
| Nombre de ménages    | 5 307  |
| Population féminine  | 13 853 |
| Population masculine | 12 487 |
| Population totale    | 26 340 |

## Galerie de photos

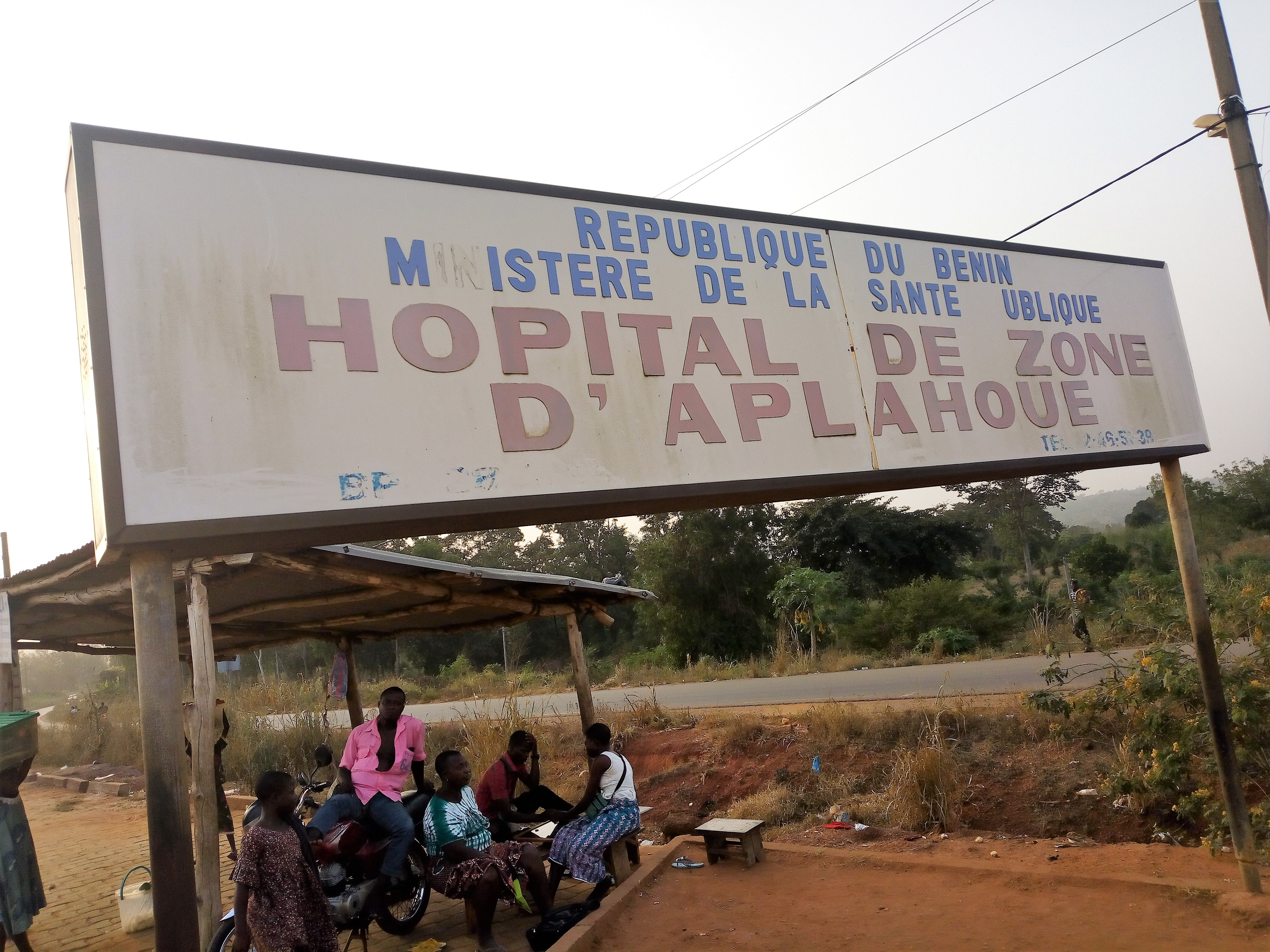
Hôpital de zone Aplahoué
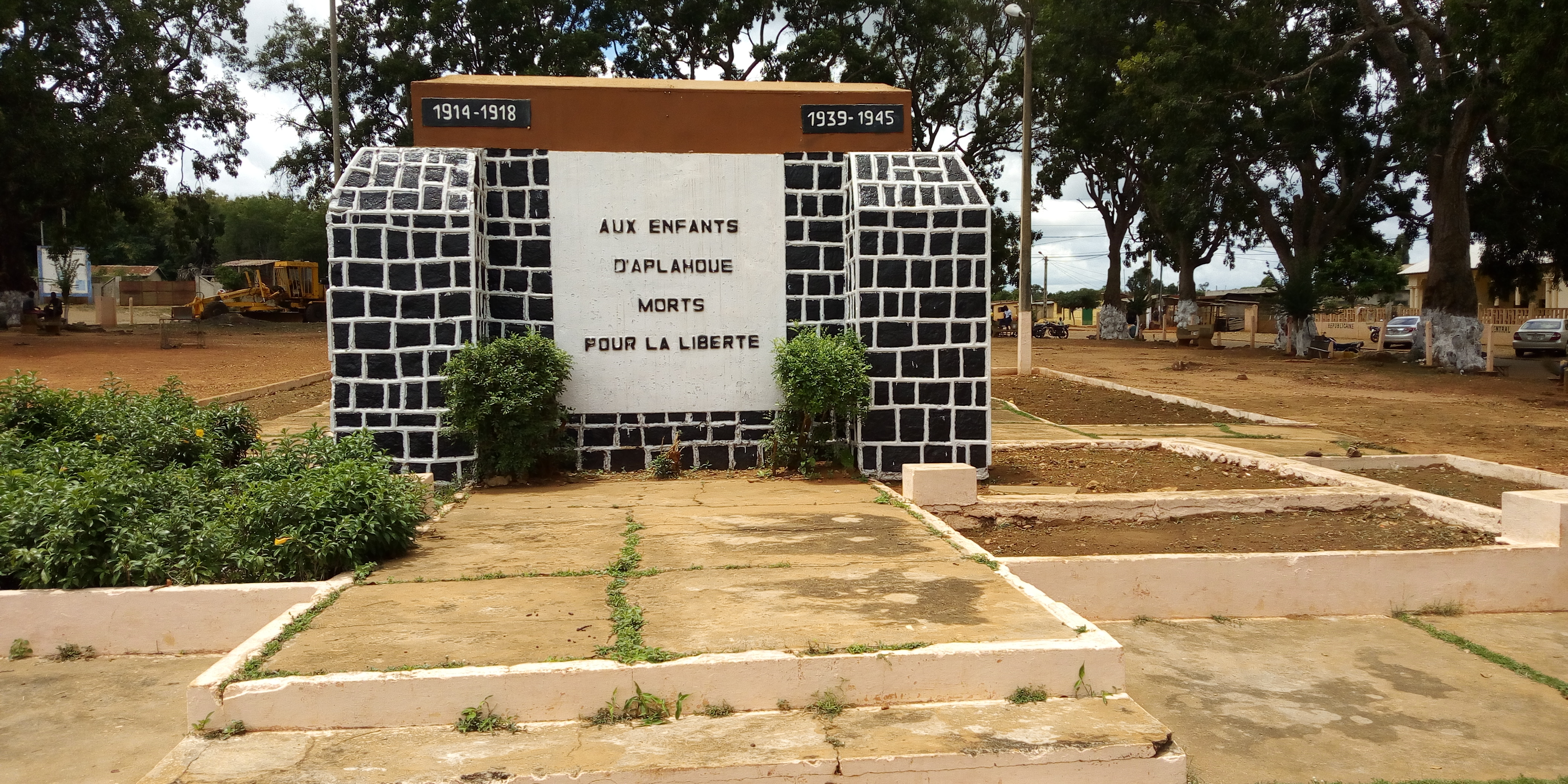
Place publique; monument aux morts à Aplahoué
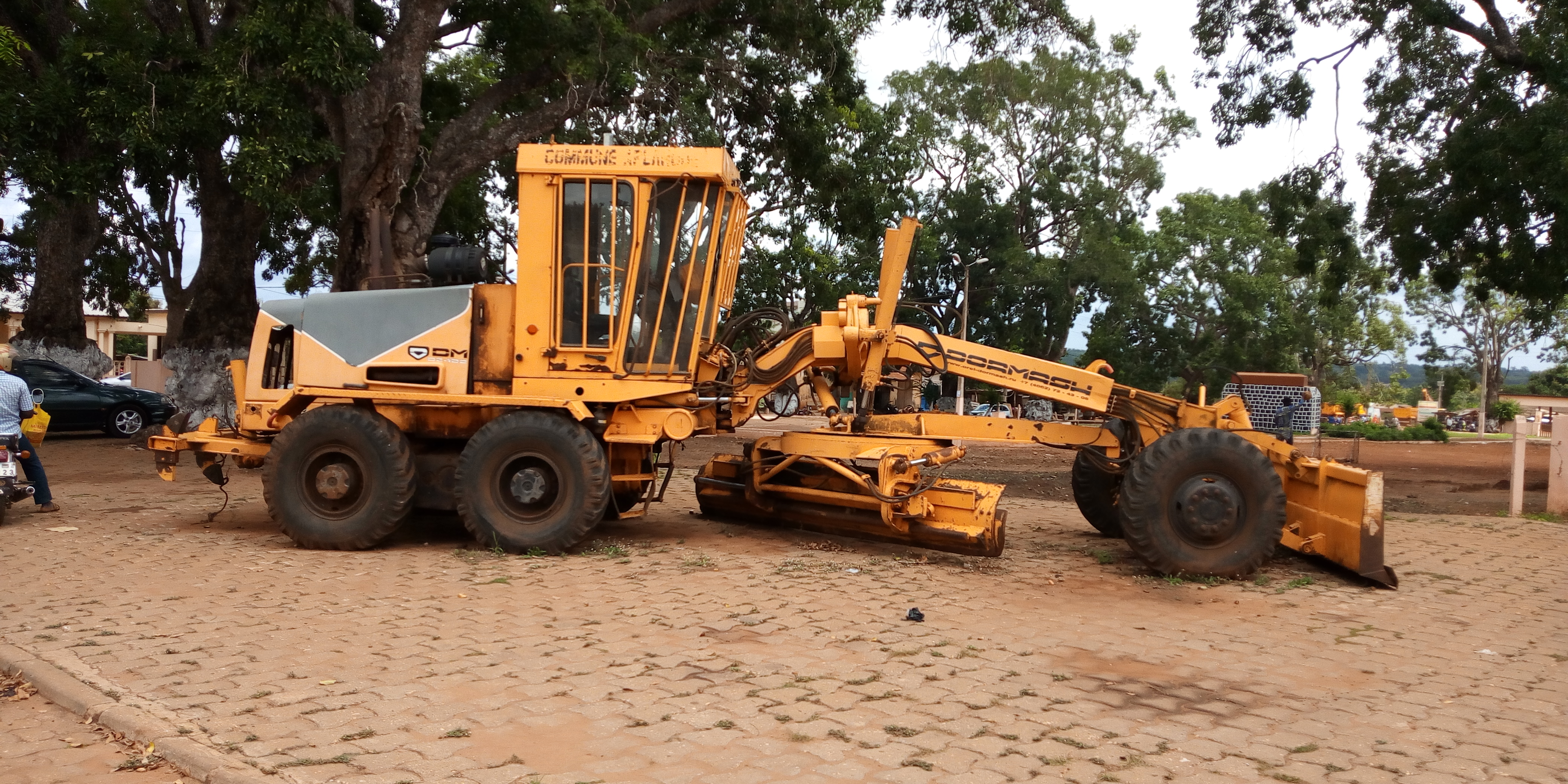
Une épave de Caterpillar abandonnée sur un espace public à Aplahoué